# Ben Thigpen
Ben Thigpen, né le 16 novembre 1908 à Laurel et mort le 5 octobre 1971 à Saint-Louis,, est un batteur américain. Jazzman, il est le père du batteur Ed Thigpen.
Enfant, Ben Thigpen jouait du piano, avec pour professeur sa sœur Eva. Il a joué à South Bend dans l'Indiana aux côtés de Bobby Boswell dans les années 1920 puis est allé s'installer à Chicago pour étudier avec Jimmy Bertrand. Durant ses années à Chicago il a joué avec de nombreuses célébrités dont Doc Cheatham et le groupe créole de Charlie Elgar, il n'enregistra cependant pas avec ce dernier. Il part plus tard pour Cleveland avec J. Frank Terry pour ensuite devenir le batteur d'Andy Kirk dans son groupe des Clouds of Joy où il restera de 1930 à 1947. La plupart de son travail est disponible dans les collections publiant les enregistrements de Mary Lou Williams qui travaillait dans le même ensemble que lui.
Après son passage avec Andy Kirk, la carrière de Ben Thigpen est peu documentée. Il a toutefois dirigé son propre quintet à St. Louis et a enregistré avec Singleton Palmer dans les années 1960.